# Joubarbe du calcaire
Sempervivum calcareum
Espèce
Classification phylogénétique
La joubarbe du calcaire (Sempervivum calcareum) est une plante succulente vivace de la famille des Crassulacées.

## Caractéristiques
- Organes reproducteurs :
  - Type d'inflorescence : cyme capituliforme
  - Répartition des sexes : hermaphrodite
  - Type de pollinisation : entomogame
  - Période de floraison : juin à août
- Graine
  - Type de fruit : follicule
  - Mode de dissémination : barochore
- Habitat et répartition
  - Habitat type : pelouses vivaces des lithosols, supra à oroméditerranéennes, basophiles
  - Aire de répartition : européen occidental

Données d'après : Julve, Ph., 1998 ff. - Baseflor. Index botanique, écologique et chorologique de la flore de France. Version : 23 avril 2004.